# Colpodaspis thompsoni
Colpodaspis thompsoni is een slakkensoort uit de familie van de Diaphanidae. De wetenschappelijke naam van de soort is voor het eerst geldig gepubliceerd in 1979 door G.H. Brown.